# Contrada di Bagutta
La Contrada di Bagutta è stata una contrada di Milano appartenente al sestiere di Porta Orientale.

## Confini
I suoi confini correvano lungo via Pasquirolo fino alla Cerchia dei Navigli, dove la contrada confinava con la contrada della Cerva. Dalla Cerchia il confine continuava fino alla pusterla Nuova. Da qui iniziava il confine con il sestiere di Porta Nuova, che continuava fino a via San Pietro all'Orto, dove la contrada confinava con la contrada dell'Agnello.

## Luoghi di culto
Tra le architetture religiose comprese tra i confini della contrada, degne di menzione sono la Casa degli Umiliati, l'oratorio di Santa Marta, la chiesa di San Giovanni Battista ad Canonicam, la chiesa di San Romano e la basilica di San Babila.

## Storia

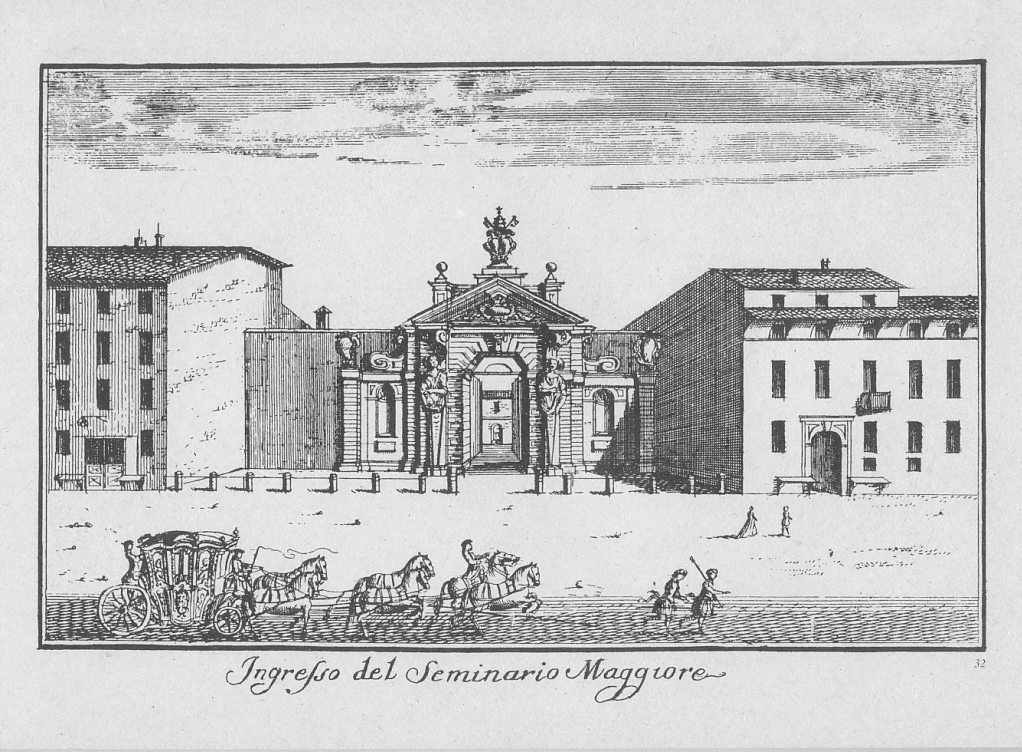
Marc'Antonio Dal Re, Ingresso del Seminario Maggiore (1745 circa)

Il nome della contrada deriverebbe dal termine dialettale milanese baguta, che significa "maschera", "abito da maschera". Questa denominazione ha origini religiose. Su un codice databile tra la fine del XIV e l'inizio del XV secolo realizzato dalla Confraternita dei Disciplinati di Santa Maria di Daro, che era situata nel vicariato di Bellinzona, all'epoca appartenente al Ducato di Milano, si può infatti leggere:

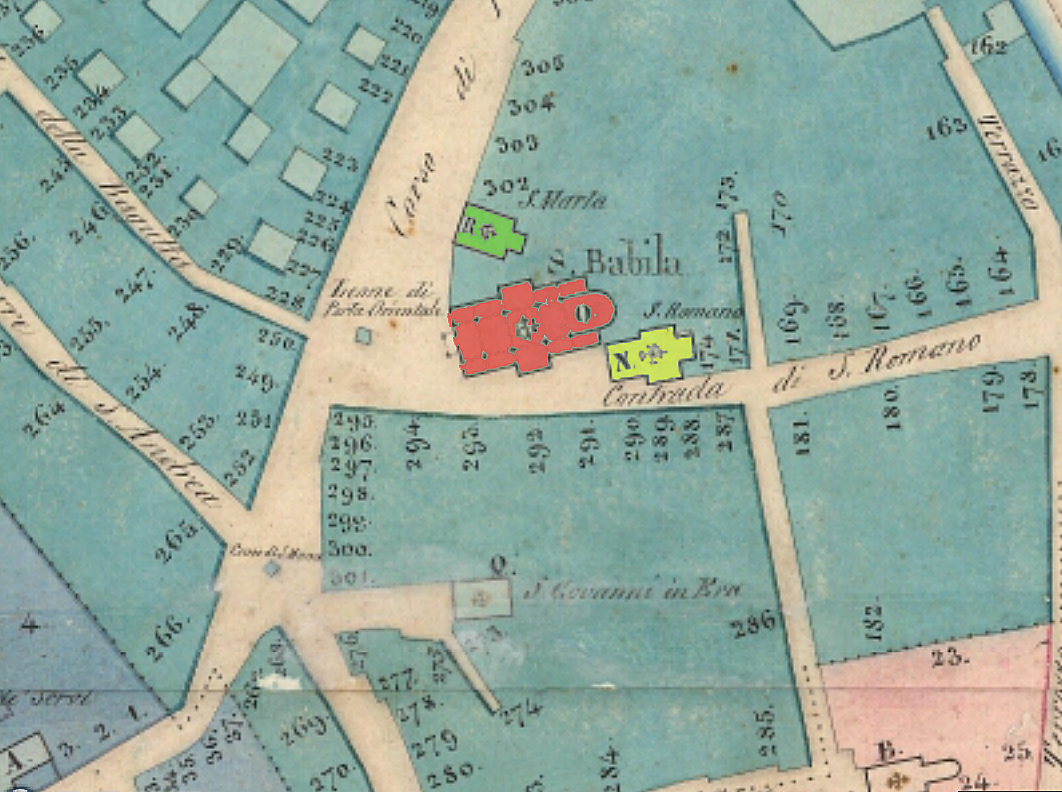
La chiesa di San Romano (in giallo), l'oratorio di Santa Marta (in verde) e la basilica di San Babila (in rosso) nel Catasto Teresiano del 1751

Altre ipotesi vorrebbero che il nome della contrada derivi dalla famiglia nobiliare milanese dei Bagutti, che abitavano in questo quartiere, oppure dal termine dialettale milanese bagàtt, ovvero "ciabattino", con un richiamo alla possibile cospicua presenza, nella contrada, di questo tipo di attività commerciale.
La Casa degli Umiliati fu importante, da un punto di vista storico, per Milano: fu la prima ad essere eretta in città da questo ordine religioso. Venne costruita intorno al 1135 e aveva annessa la chiesa di San Giovanni Battista ad Canonicam. La Casa degli Umiliati si trovava dove ora sorge il Seminario arcivescovile di Milano. La demolizione della Casa degli Umiliati, e la successiva costruzione del Seminario arcivescovile nello stesso luogo, furono realizzate in seguito alla soppressione dell'ordine religioso degli Umiliati, che avvenne nel 1571. La chiesa di San Giovanni Battista ad Canonicam non venne demolita: iniziò ad essere usata dai chierici del seminario. Nei pressi della basilica di San Babila e della chiesa di San Giovanni Battista ad Canonicam era presente anche l'oratorio di Santa Marta.
Poco lontano dal Seminario arcivescovile era situati due piccole strade, il vicolo al Mulino, che probabilmente richiamava un impianto molinatorio che sorgeva nei suoi pressi lungo la Cerchia dei Navigli, oppure lungo una sua derivazione, e il vicolo Popö. L'etimologia di quest'ultimo toponimo è ben più complessa: potrebbe derivare dal termine dialettale milanese popoeu (ovvero la "ruota della coppaia" del tornio, forse con un richiamo alla presenza, in zona, di laboratori artigiani aventi questi tipi di macchinari) o ancora da "pupo", ovvero "bambino", con un richiamo al nome della contrada (baguta, ossia "maschera").